# Après l'amour, la sueur des hommes a l'odeur du miel
Après l'Amour la sueur des hommes a l'odeur du miel (セックスのあと男の子の汗はハチミツのにおいがする, Sex no ato otoko no ase wa hachimitsu no nioi ga suru) est un manga recueil de cinq histoires courtes de Mari Okazaki, paru au Japon en 2002. Les histoires sont initialement prépubliées dans le Zipper comic (ja) en 2001. En France, ce manga est édité par les éditions Delcourt le 24 août 2005. 